# Gravity Payments
Gravity Payments，在2004年，由丹·普賴斯（首席執行官）和盧卡·普賴斯兄弟，於美國華盛頓西雅圖（該公司總部）成立。
該公司業務在美國華盛頓、俄勒冈州和夏威夷經營處理商戶信用卡解決方案。
2010年，美國總統奧巴馬也彰表該公司總裁為推動可持續發展。
2015年4月，該公司首席執行官為自願滅薪93%薪酬，也就是由100萬美元，減至7萬美元，而其他下屬員工則增加至7萬美元。

## 外部連結
- Gravity Payments官方网站 （页面存档备份，存于）